# Đại học Tsukuba
Đại học Tsukuba (筑波大学 Tsukuba Daigaku) (tiếng Anh: University of Tsukuba) là một trường đại học quốc gia nằm tại thành phố Tsukuba, tỉnh Ibaraki, Nhật Bản.